# Anomalije položaja bubrega
Anomalije položaja bubrega su kongenitalni ili urođeni poremećaji koji nastaju u embrionalnom razvoju, kada se bubreg u svom usponu zaustavlja između karlice i slabinske (lumbalne) lože, ili se medijalno dislocira.

## Opšta razmatranja
Smatra se da je normalan položaj levog bubrega u visini 12 i 13 grudnog pršljena (T12 – 13), a desnog nešto niže. Tokom razvoja bubreg se može zaostati u položaju nižem od normalnog (karlični) ili višem (grudni) i tada nastaju neke od anomalija položaja bubrega.
U zavisnosti od zauzetog položaja bubrega, razlikuju se slabinske (lumbalne), sedalne (ilijačke), karlične (pelvičke) i ukrštene bubrežne ektope. Takođe većina ektopičnih bubrega su i malrotirani. 
Ukrštene ektope mogu biti sa međusobno sraslim bubrezima, ili bez srašćenja. 
Anomalije u međusobnom odnosu bubrega (fuze) javljaju se kao: potkovičasti bubreg, srašćenja u obliku slova L, S ili diskoidnog bubrega. 

## Epidemiologija
Učestalost ektope kreće od 1:500 prema Cempbell-u, do 1:900 prema Abeshause-u. 
Unutargrudni (intratorakalni) bubreg se vrlo retko otkriva, u 1:15.000 autopsija.

## Dijagnoza
Ultrasonografski nalaz

## Ektopija bubrega
Prekidom migracije iz karlične duplje prema renalnoj duplji može nastati ektopija bubrega, koja je u oko 10% slučajeva obostrana.
Kranijalna ektopija je obično grudna (torakalna), a kaudalna trbušna (abdominalna), slabinska (lumbalna) ili karlična ( pelvična) Najčešći oblik je karlična ektopija koja se javlja udruženo sa genitalnim malformacijama. 
Kod pelvične ektopije kao i kod potkovičastog bubrega javljaju kratak ureter, krvni sudovi ektopičnog porekla i ulivanja (nekad spojeni, nekad višestruki) sa anomalijama kolektornog sistema i povećanom incidencom VUR, UTI, litijaze i opstruktivnih uropatija. 
Kod obične ektopije ureteri se ulivaju sa iste strane odakle i potiču.
Diferencijalna dijagnoza
Diferencijalno dijagnostički može biti zamenjen sa pokretnim bubregom (ren mobilis) ili renalnom ptozom (pad bubrega). 
Obzirom da je bubreg malrotiran i u pelvičnoj ektopiji obično izmenjene morfologije, može se na Rtg snimku interponirati sa kostima karlice i da oteža identifikaciju i dijagnozu.
Terapija
Terapija je hirurška, najčešće zbog traume.

## Ukrštena ektopija
Kada se bubger nalazi na suprotnoj strani od one gde se uliva ureter u mokraćnu bešiku može se razviti ukrštena ektopija. 
Kod ove ektopije ureter je kratak i takav bubreg je malrotiran i ima ptozu (spušten). Normalan bubreg može biti odvojen od ektopičnog kao pojedinačna masa ili spojen u zajedničku masu.
Ukrštena ektopija se često javlja sa fuzijom u 85% slučajeva, gde su bubrezi spojeni tako što se gornji pol ektopičnog bubrega (koji je ispod) spaja sa donjim polom normalnog bubrega (koji je iznad). 
Terapija
Terapija je hirurška ako bolesnik ima simptoma. 

## Anomalije rotacije
Migracija bubrega iz karlične duplje ka njegovoj definitivnoj poziciji u lumbalnoj regiji javlja se istovremeno sa rotacijom u uzdužnoj projekciji. Svaki bubreg se rotira za 90° ka unutra kada migrira ka gore . Tako su hilusi bubrega orijentisani ka srednjoj liniji tela i postavljeni anteromedijalno (ka napred i unutra) jedan prema drugom. 
Diferencijalna dijagnoza
Važno je diferencijalno dijagnostički ustanoviti anomalije rotacije da bi se isključila druga stanja slična distorziji bubrega (tumori bubrega, tumori van bubrega, pritisak spolja, itd

## Spoljašnje veze
- Ectopic Kidney — www.niddk.nih.gov (језик: енглески)
- „Urođene anomalije bubrega i urinarnog trakta kod dece” (PDF). Архивирано из оригинала (PDF) 08. 12. 2017. г. Приступљено 28. 04. 2019. — Prof. dr Dušan Šćepanović

|  | Molimo Vas, obratite pažnju na važno upozorenje u vezi sa temama iz oblasti medicine (zdravlja). |